# Чалдоны
Чалдо́ны (челдоны, чолдоны) — название локальной группы русских старожилов в Сибири. Сформировалась на правобережье Среднего Енисея, впитав некоторые элементы традиционной культуры местных жителей.
Постоянное население из числа переселенцев из европейской части России сложилось в Западной Сибири в XVI—XVII веках.

## Этимология

«Челдоны». Парный фотопортрет красноярских крестьян, снятых на фоне бревенчатой постройки. Из собрания Красноярского краевого краеведческого музея

В первом издании толкового словаря Даля (ч. 4, 1866 г.) слово «челдо́н» было пояснено как бродяга, беглый, варнак, каторжник (с указанием на заимствование из монгольского языка). В настоящее время история происхождения слова «чалдон» («челдон») считается неясной и не связанной с заимствованием из монгольского языка. Слово «чалдон» не является самоназванием старожилов, что неудивительно, учитывая нелестную коннотацию. Известны несколько различных самоназваний неясного происхождения у коренных русских сибиряков: «самарцы». «Самарцы» в прошлом проживали вблизи Тобольска и Сургута.
Существует несколько гипотез возникновения этих самоназваний среди старожилов. К примеру, происхождение самоназвания «самарцы» может быть связано с местом проживания до переселения в Сибирь. Быт, традиции и верования чалдонов, их различия, на настоящий момент не исследованы. Некоторыми современными омскими историками выдвигается версия происхождения слова «чалдон» от слова «челядь» (слуга). Народная этимология часто определяет это слово как сокращение, обозначающее: «человек с Дона» либо «люди, пришедшие на челнах с Дона». Данное слово широко использовалось как самоназвание коренных сибиряков, отличающее их от «самоходов» — переселенцев из западных областей Российской империи, пришедших в Сибирь в XIX—XX веках. Иногда слово использовалось с негативным оттенком. В данном случае, видимо, сказалась взаимная нелюбовь между «коренными», то есть челдонами, и новыми переселенцами.

## Мифы и легенды о чалдонах
Чалдоны сами действительно часто определяют своё самоназвание именно как происходящее от «люди, выходцы из местности между Чалой (Чалкой) и Доном». Однако эта версия самоназвания относится к фольклору с юмористическим оттенком, и связана с игрой слов, возникшей после появления в Сибири первых ссыльных каторжников. «Человеком с Дона» в Сибири принято называть любого представителя казачьего сословия, «вольных людей»; а «людьми с реки Чалый» иносказательно называли каторжан, ссыльных и разбойников, которых так же относили к «вольным людям», то есть к людям, не склонным подчиняться власти. Таким образом, народная легенда в шутливой форме намекает на происхождение первых сибирских поселенцев от «вольных людей», казаков и разбойников, каторжников, сосланных в Сибирь за вольнолюбие, намекая на то, что предки чалдонов были «свободными» — «вольными людьми», в противовес «крепостным крестьянам» и «холопам». Так чалдоны сами себя относят к «вольным людям», к тем, кто не обязан подчиняться власти как свободный человек и потомок «вольных людей». Нередко у чалдонов бытует пословица «чалдон шапку не ломает», что значит — чалдон перед властью не снимает шапки, не кланяется. Именно с этой чертой чалдонов связаны легенды про их глупость и лень, поскольку чалдоны традиционно не торопятся выполнять приказы власти, считая себя не обязанными кому-либо подчиняться: чалдоны медлительные добросовестные работники, но не любят исполнять чьи-либо приказы, поскольку подчинение и холопство у чалдонов традиционно считается позорным.
Поздними русскими поселенцами и местными племенами принято дразнить чалдонов выражением «чалдон желтопупый», что является серьёзным оскорблением для чалдонов, которые гордятся своим вольным происхождением и своей «исконной сибирской русскостью» как коренные русские сибиряки, поскольку это выражение является намёком на то, что чалдоны когда-то в своем роду имели представителей монголоидной расы и татар во времена малой численности в Сибири русского населения. Несмотря на славянские традиции[какие?], сохраняющиеся в среде чалдонов с дохристианских времен, и внешний типично русский облик с типичными для сибиряков голубыми глазами, чалдоны к старости приобретают характерные монголоидные черты: разрез глаз и оттенок кожи, что и является поводом дразнить чалдонов «желтопупыми» как местным татарским, так и пришлым русским населением.
Существует гипотеза, что в прошлом само слово «чалдон» принадлежало к нецензурной сибирской брани, непонятной несибирякам, являлось оскорбительным идиоматическим выражением, значащим на языке местных коренных жителей «пришлый», «неместный», «бродяга», но со временем смысл слова изменился до противоположного значения, обозначающего коренного сибиряка для пришлого русского населения благодаря противопоставлению среди русских сибиряков «расейских» («самоходов») и «чалдонов» («самоедов»).
В настоящее время на основании антропометрических данных, отличающих сибирские народы как имеющие и европеоидные и монголоидные черты, и принадлежности языков самодийцев вместе с финно-угорской языковой группой к уральской языковой семье учёными, сторонниками теории советского ученого Г. Н. Прокофьева, выдвигается версия о возникновении самодийцев как малой расы в результате скрещивания местного коренного населения аборигенов-европеоидов, заселявших Север с древнейших времён, с пришлыми монголоидами, в результате которого возникли ненцы, нганасаны, энцы, селькупы, сибирские татары; в связи с чем чалдоны могут быть остатками сибирских аборигенов-европеоидов, однако эта версия пока не имеет достаточно доказательств и является спорной.

## Отличительные признаки
К антропометрическим особенностям этнической группы чалдонов относят большую ширину лица, чем у типичных славян, желтоватый оттенок кожи, монголоидный разрез глаз в детстве, в старости, несмотря на характерные славянские этнические черты и отличие от монголоидных[каких?] народов.